# 't Visnet
't Visnet is een voormalige Hervormd gemeentegebouw, gelegen aan de De Ruyterstraat 7 in Huizen in de Nederlandse provincie Noord-Holland. Het gebouw is in 1953 ontworpen door architectenbureau Nielsen, Spruit en Van de Kuilen, later geheten architectengroep 69.

## Geschiedenis
In 1953 werd opdracht gegeven om een nieuwe bijeenkomstgebouw voor de Nederlands Hervormde Kerk te bouwen, toen nog aan de rand gelegen van het oude centrum van Huizen. Aan het entreegebouw werd in de lengterichting een lange zaal ontworpen in het verlengde van de weg waar het aan gelegen is. De oorspronkelijk bijbehorende conciërgewoning is gesloopt en later in 1997 vervangen door een kantoorgebouw. Het gebouw heeft geen toren met luidklokken. De architectuur kan als wederopbouwarchitectuur aangemerkt worden.
In 1989 werd het gebouw voor kerkdiensten buiten gebruik gesteld, nadien fungeerde het gebouw als Verenigingsgebouw 't Visnet, er werden in de voormalige kerkzaal bijeenkomsten gehouden.

## Huidige status
Het gebouw kwam in 2021 in de verkoop, waarna een begrafenisonderneming het geheel overnam. Deze heeft het pand met zoveel mogelijk behoud van de uiterlijke kenmerken in 2023 verbouwd voor zijn nieuwe functie als uitvaartcentrum. Aan de buitenkant is in de voorgevel van het voormalige ontmoetingsgebouw nog duidelijk in bakstenen mozaïek de oorsprong van het gebouw zichtbaar. Afgebeeld zijn een aantal vissers die met een visnet aan het vissen zijn. In de hal van het gebouw zijn de originele glas-in-loodramen behouden. Echter zijn voor de nieuwe doeleinden aan de zuidkant van het gebouw nieuwe ruimtes gemaakt.
De grote zaal werd grondig gerenoveerd en fungeert nu, naast rouwzaal, 's zondags als kerkzaal voor de hervormde kerkgemeente. Het verenigingswerk kan doordeweeks eveneens in 't Visnet plaatsvinden. De zaal kan met grote harmonicadeuren naar wens groter of kleiner gemaakt worden. Het orgel is verwijderd.